# Интернационални батаљон Ђуро Ђаковић
Интернационални батаљон „Ђуро Ђаковић“ (шп. Batallón Đuro Đaković) био је војна јединица у саставу Интернационалних бригада, састављена од југословенских добровољаца на страни Шпанске републике у грађанском рату.
Добио је име по југословенском борцу за радничка права и жртви Шестојануарске диктатуре 1929. године, Ђури Ђаковићу.
Батаљон „Деда Благоев“ био је спојен са батаљоном „Ђуро Ђаковић“ приликом организације бригада. Од 1664 југословенска добровољца у Шпанији, њих 543 борило се у батаљонима „Ђаковић“, „Димитров“ и „Масарик“.

## Састав
Батаљон је током рата био у саставу различитих јединица:
- независан (10. април – 28. април 1937)
- 150. интернационална бригада (28. април – 4. август 1937)
- 45. интернационална дивизија (4. август – 19. октобар 1937)
- Резервна група 45. дивизије (19. октобар 1937 – 13. фебруар 1938)
- 129. интернационална бригада (13. фебруар – 5. октобар 1938)

## Борбени пут батаљона
Батаљон је формиран децембра 1936. године. У батаљону су се борили и неки Шпанци, попут Луиса Алвареза Јустеа, песника герилаца, који је у бици код Брунете био заменик комесара.
Батаљон је учествовао у одбрани Мадрида, у биткама на Харами и Брунети, где је претрпео тешке губитке. После тога је, у саставу 15. интернационалне бригаде водио борбе на Арагонском фронту, а половина његових бораца изгинула је у Сарагошкој офанзиви. Након реорганизације бригада, батаљон је дошао у састав 129. интернационалне бригаде и претрпео губитке у Арагонској офанзиви. Битка на Ебру била је последњи већи оружани сукоб у којем су учествовали борци батаљона, који се затим повукао на арагонску обалу, где су његови борци демобилисани у септембру 1938. године. Упркос томе, већина њих морала је да се бори током Каталонске офанзиве и да пређе француску границу.
Многи борци батаљона су по преласку у Француску били затворени у логоре, али је већина њих била ослобођена од стране Комунистичке партије Југославије и до 1941. године пребачена у окупирану Југославију. Борци су се тамо прикључили Народноослободилачкој војсци Југославије и борили се за ослобођење од фашизма.

## Борци батаљона
Неки од познатијих бораца батаљона „Ђуро Ђаковић“ били су:
| - Пеко Дапчевић - Алекса Демниевски - Фадил Јахић Шпанац - Отмар Креачић - Коста Нађ - Благоје Нешковић | - Фрањо Огулинац Сељо - Марко Орешковић - Благоје Паровић - Иван Рукавина - Војо Тодоровић Лерер - Никола Цар Црни |